# Hyppa xylinoides
Hyppa xylinoides är en fjärilsart som beskrevs av Achille Guenée 1852. Hyppa xylinoides ingår i släktet Hyppa och familjen nattflyn. Inga underarter finns listade i Catalogue of Life.